# Copa Colombia 1950-51
La Copa Colombia 1950-51 fue la primera edición del torneo de Copa organizado por la División Mayor del Fútbol Colombiano como complemento al campeonato profesional de 1950, el cual había terminado tempranamente (el 24 de septiembre se jugaría la última fecha) haciendo requerida una nueva competición para los meses de octubre, noviembre y diciembre, y fundamentalmente por la gran aceptación que había tenido entre la afición la llegada de grandes figuras del fútbol mundial. El campeonato se limitaba a unos pocos partidos y se hacía necesario mantener un nivel de competencia más frecuente para sostener las nóminas de los equipos. Aunque pensado para disputarse entre octubre y diciembre de 1950, la decisión del Boca Juniors de Cali de hacer una gira por Centroamérica durante el mes de diciembre provocó que el torneo se alargara hasta febrero de 1951. Esta primera edición fue ganada por el Boca Juniors de Cali al derrotar a Santa Fe.

## Formato
Participaron un total de dieciséis equipos del campeonato profesional enfrentándose en un sistema de eliminación doble: la eliminación de un equipo se producía al perder dos series directas, por lo que se desarrolló el torneo en fases de vencedores y perdedores de dichas series.

## Ronda Preliminar
| Local ida              | Resultado global | Local vuelta          | Ida   | Vuelta |
| ---------------------- | ---------------- | --------------------- | ----- | ------ |
| Huracán F. C.          | 4 - 6            | Deportes Caldas       | 3 - 5 | 1 - 1  |
| Santa Fe               | 9 - 5            | Deportivo Pereira     | 4 - 2 | 5 - 3  |
| Cúcuta Deportivo       | 3 - 4            | Universidad Nacional  | 2 - 1 | 1 - 3  |
| Independiente Medellín | 2 - 6            | Sporting Club         | 0 - 1 | 2 - 5  |
| Once Deportivo         | 4 - 2            | C. D. Los Millonarios | 3 - 0 | 1 - 2  |
| Boca Juniors de Cali   | 4 - 0            | Atlético Bucaramanga  | 3 - 0 | 1 - 0  |
| Junior                 | 3 - 2            | América de Cali       | 3 - 2 | 0 - 0  |
| Atlético Nacional      | 5 - 3            | Deportivo Cali        | 3 - 0 | 2 - 3  |

| 14 de octubre de 1950 | Huracán F. C.           | 3 - 5 | Deportes Caldas           | Hipódromo de San Fernando, Itagüí |                                  |
|                       | Soto · Arias · Esquivel |       | Villalba · Ávila · Arango | Árbitro(s): Alex Frigerio Payán,  | Árbitro(s): Alex Frigerio Payán, |

| 22 de octubre de 1950 | Deportes Caldas   | 1 - 1 | Huracán F. C. | Estadio Palogrande, Manizales |                              |
|                       | Arango 41' (pen.) |       | 80' Valdivia  | Árbitro(s): Humberto Bonell,  | Árbitro(s): Humberto Bonell, |

| 15 de octubre de 1950, | Santa Fe                               | 4 - 2 | Deportivo Pereira      | Estadio El Campín, Bogotá   |                             |
|                        | Antón 30' 33' · Pontoni 41' · Rial 67' |       | Ávalos 65' · Villa 69' | Árbitro(s): Berthie Hancock | Árbitro(s): Berthie Hancock |

| 22 de octubre de 1950 | Deportivo Pereira | 3 - 5 | Santa Fe | Estadio Alberto Mora Mora, Pereira |  |

| 15 de octubre de 1950 | Cúcuta Deportivo             | 2 - 1 | Universidad Nacional | Estadio General Santander, Cúcuta |                           |
|                       | de Lucca 5' · Villaverde 42' |       | Quirós 85'           | Árbitro(s): Rudi Kaminski         | Árbitro(s): Rudi Kaminski |

| 21 de octubre de 1950 | Universidad Nacional | 3 - 1 | Cúcuta Deportivo | Estadio Alfonso López Pumarejo, Bogotá |  |

| 15 de octubre de 1950 | Independiente Medellín | 0 - 1 | Sporting Club | Hipódromo de San Fernando, Itagüí |  |

| 22 de octubre de 1950 | Sporting Club | 5 - 2 | Independiente Medellín | Estadio Romelio Martínez, Barranquilla |  |

| 15 de octubre de 1950 | Once Deportivo | 3 - 0 (W. O.) | C. D. Los Millonarios | Estadio Palogrande, Manizales |  |

| 22 de octubre de 1950 | C. D. Los Millonarios | 2 - 1 | Once Deportivo | Estadio El Campín, Bogotá |  |

| 15 de octubre de 1950 | Boca Juniors de Cali | 3 - 0 (W. O.) | Atlético Bucaramanga | Estadio Pascual Guerrero, Cali |  |

| 22 de octubre de 1950 | Atlético Bucaramanga | 0 - 1 | Boca Juniors de Cali | Estadio Alfonso López, Bucaramanga |  |

| 15 de octubre de 1950 | Junior | 3 - 2 | América de Cali | Estadio Romelio Martínez, Barranquilla |  |

| 22 de octubre de 1950 | América de Cali | 0 - 0 | Junior | Estadio Pascual Guerrero, Cali |  |

| 22 de octubre de 1950 | Atlético Nacional | 3 - 0 (W. O.) | Deportivo Cali | Hipódromo de San Fernando, Itagüí |  |

| 26 de octubre de 1950 | Deportivo Cali                      | 3 - 2 | Atlético Nacional                     | Estadio Pascual Guerrero, Cali |  |
|                       | A. Vilariño 35' 49' · F. Walter 82' |       | Humberto Álvarez 4' · R. Granados 54' |                                |  |

| Ronda de Perdedores    | Ronda de Ganadores   |
| ---------------------- | -------------------- |
| Huracán F. C.          | Deportes Caldas      |
| Deportivo Pereira      | Santa Fe             |
| Independiente Medellín | Sporting Club        |
| Cúcuta Deportivo       | Universidad Nacional |
| C. D. Los Millonarios  | Once Deportivo       |
| Atlético Bucaramanga   | Boca Juniors de Cali |
| América de Cali        | Junior               |
| Deportivo Cali         | Atlético Nacional    |

## Ronda de Ganadores
|  | Cuartos de final                | Cuartos de final                | Cuartos de final                |                      |                 | Semifinales        | Semifinales        | Semifinales          |   |  | Final            | Final            | Final            |  |
|  | 28 de octubre - 1 de noviembre. | 28 de octubre - 1 de noviembre. | 28 de octubre - 1 de noviembre. |                      |                 | 5-12 de noviembre. | 5-12 de noviembre. | 5-12 de noviembre.   |   |  | 19-30 noviembre. | 19-30 noviembre. | 19-30 noviembre. |  |
|  |                                 |                                 |                                 |                      |                 |                    |                    |                      |   |  |                  |                  |                  |  |
|  |                                 |                                 |                                 |                      |                 |                    |                    |                      |   |  |                  |                  |                  |  |
|  | P9                              | Sporting Club                   | 6                               |                      |                 |                    |                    |                      |   |  |                  |                  |                  |  |
|  | P9                              | Sporting Club                   | 6                               |                      |                 |                    |                    |                      |   |  |                  |                  |                  |  |
|  |                                 | Deportes Caldas                 | 7                               |                      |                 |                    |                    |                      |   |  |                  |                  |                  |  |
|  |                                 | Deportes Caldas                 | 7                               | P13                  | Deportes Caldas | 3                  |                    |                      |   |  |                  |                  |                  |  |
|  |                                 |                                 |                                 | P13                  | Deportes Caldas | 3                  |                    |                      |   |  |                  |                  |                  |  |
|  |                                 |                                 |                                 | Boca Juniors de Cali | 5               |                    |                    |                      |   |  |                  |                  |                  |  |
|  | P10                             | Universidad Nacional            | 2                               | Boca Juniors de Cali | 5               |                    |                    |                      |   |  |                  |                  |                  |  |
|  | P10                             | Universidad Nacional            | 2                               |                      |                 |                    |                    |                      |   |  |                  |                  |                  |  |
|  |                                 | Boca Juniors de Cali            | 3                               |                      |                 |                    |                    |                      |   |  |                  |                  |                  |  |
|  |                                 |                                 |                                 |                      |                 |                    | P15                | Boca Juniors de Cali | 4 |  |                  |                  |                  |  |
|  |                                 |                                 |                                 |                      |                 |                    |                    |                      | 4 |  |                  |                  |                  |  |
|  |                                 |                                 |                                 | Santa Fe             | 7               |                    |                    |                      |   |  |                  |                  |                  |  |
|  | P11                             | Atlético Nacional               | 4                               | Santa Fe             | 7               |                    |                    |                      |   |  |                  |                  |                  |  |
|  | P11                             | Atlético Nacional               | 4                               |                      |                 |                    |                    |                      |   |  |                  |                  |                  |  |
|  |                                 | Junior                          | 7                               |                      |                 |                    |                    |                      |   |  |                  |                  |                  |  |
|  |                                 | Junior                          | 7                               | P14                  | Junior          | 5                  |                    |                      |   |  |                  |                  |                  |  |
|  |                                 |                                 |                                 | P14                  | Junior          | 5                  |                    |                      |   |  |                  |                  |                  |  |
|  |                                 |                                 |                                 | Santa Fe             | 10              |                    |                    |                      |   |  |                  |                  |                  |  |
|  | P12                             | Once Deportivo                  | 4                               | Santa Fe             | 10              |                    |                    |                      |   |  |                  |                  |                  |  |
|  | P12                             | Once Deportivo                  | 4                               |                      |                 |                    |                    |                      |   |  |                  |                  |                  |  |
|  |                                 | Santa Fe                        | 8                               |                      |                 |                    |                    |                      |   |  |                  |                  |                  |  |
|  |                                 |                                 |                                 |                      |                 |                    |                    |                      |   |  |                  |                  |                  |  |
|  |                                 |                                 |                                 |                      |                 |                    |                    |                      |   |  |                  |                  |                  |  |

### Cuartos de final
| 29 de octubre de 1950 | Sporting Club | 6 - 3 | Deportes Caldas | Estadio Romelio Martínez, Barranquilla |  |

| 1 de noviembre de 1950 | Deportes Caldas | 4 - 0 | Sporting Club | Estadio Palogrande, Manizales |  |

| 28 de octubre de 1950 | Universidad Nacional | 2 - 2 | Boca Juniors de Cali | Estadio Alfonso López Pumarejo, Bogotá |  |

| 1 de noviembre de 1950 | Boca Juniors de Cali | 1 - 0 | Universidad Nacional | Estadio Pascual Guerrero, Cali |  |

| 29 de octubre de 1950 | Atlético Nacional                   | 2 - 3 | Junior                                                  | Hipódromo de San Fernando, Itagüí |                               |
|                       | R. Granados 15' · Emilio Guerra 50' |       | Casimiro Guerra 55' · Vivinho 70' · Octavio Carillo 75' | Árbitro(s): Eduardo Rodríguez     | Árbitro(s): Eduardo Rodríguez |

| 1 de noviembre de 1950 | Junior                                                                      | 4 - 2 | Atlético Nacional                 | Estadio Romelio Martínez, Barranquilla |                            |
|                        | Valerio Delatour 6' · Rigoberto García 55' ?' (pen.) · Heleno De Freitas ?' |       | R. Granados 10' · Julio Aragón ?' | Árbitro(s): Thomas Pounder             | Árbitro(s): Thomas Pounder |

| 29 de octubre de 1950 | Once Deportivo | 2 - 3 | Santa Fe | Estadio Palogrande, Manizales |  |

| 1 de noviembre de 1950 | Santa Fe | 5 - 2 | Once Deportivo | Estadio El Campín, Bogotá |  |

### Semifinales
| 5 de noviembre de 1950 | Deportes Caldas | 2 - 1 | Boca Juniors de Cali | Estadio Palogrande, Manizales |  |

| 11 de noviembre de 1950                                                     | Boca Juniors de Cali | 4 - 1 | Deportes Caldas | Estadio Pascual Guerrero, Cali |  |
| Deportes Caldas es transferido a la Ronda de Perdedores - Tercios de final. |                      |       |                 |                                |  |

| 5 de noviembre de 1950 | Junior | 3 - 2 | Santa Fe | Estadio Romelio Martínez, Barranquilla |  |

| 12 de noviembre de 1950                                                     | Santa Fe | 8 - 2 | Junior | Estadio El Campín, Bogotá |  |
| Atlético Junior es transferido a la Ronda de Perdedores - Tercios de final. |          |       |        |                           |  |

### Final
| 19 de noviembre de 1950 | Boca Juniors de Cali | 2 - 2 | Santa Fe | Estadio Pascual Guerrero, Cali |  |

| 30 de noviembre de 1950                                                                                    | Santa Fe | 5 - 2 | Boca Juniors de Cali | Estadio El Campín, Bogotá |  |
| Santa Fe avanza a la Gran Final. Boca Juniors de Cali es transferido a la Ronda de Perdedores - Semifinal. |          |       |                      |                           |  |

## Ronda de perdedores
|  | Octavos de final       | Octavos de final       | Octavos de final |                      |   | Cuartos de final      | Cuartos de final | Cuartos de final      |   |  | Tercios de final | Tercios de final | Tercios de final |   |  | Semifinales | Semifinales          | Semifinales          |   |  | Final | Final | Final |  |
|  |                        |                        |                  |                      |   |                       |                  |                       |   |  |                  |                  |                  |   |  |             |                      |                      |   |  |       |       |       |  |
|  |                        |                        |                  |                      |   |                       |                  |                       |   |  |                  |                  |                  |   |  |             |                      |                      |   |  |       |       |       |  |
|  |                        |                        |                  |                      |   |                       |                  |                       |   |  |                  |                  |                  |   |  |             |                      |                      |   |  |       |       |       |  |
|  |                        |                        |                  |                      |   |                       |                  |                       |   |  |                  |                  |                  |   |  |             |                      |                      |   |  |       |       |       |  |
|  |                        |                        |                  |                      |   |                       |                  |                       |   |  |                  |                  |                  |   |  |             |                      |                      |   |  |       |       |       |  |
|  |                        |                        |                  |                      |   |                       |                  |                       |   |  |                  |                  |                  |   |  |             |                      |                      |   |  |       |       |       |  |
|  |                        |                        |                  |                      |   |                       |                  |                       |   |  |                  |                  |                  |   |  |             |                      |                      |   |  |       |       |       |  |
|  |                        |                        |                  |                      |   |                       |                  |                       |   |  |                  |                  |                  |   |  |             |                      |                      |   |  |       |       |       |  |
|  |                        |                        |                  |                      |   |                       |                  |                       |   |  |                  |                  |                  |   |  |             |                      |                      |   |  |       |       |       |  |
|  |                        |                        |                  |                      |   |                       |                  |                       |   |  |                  |                  |                  |   |  |             |                      |                      |   |  |       |       |       |  |
|  |                        |                        |                  |                      |   |                       |                  |                       |   |  |                  |                  |                  |   |  |             |                      |                      |   |  |       |       |       |  |
|  |                        |                        |                  |                      |   |                       |                  |                       |   |  |                  |                  |                  |   |  |             |                      |                      |   |  |       |       |       |  |
|  |                        |                        |                  |                      |   |                       |                  |                       |   |  |                  |                  |                  |   |  |             |                      |                      |   |  |       |       |       |  |
|  |                        |                        |                  |                      |   |                       |                  |                       |   |  |                  |                  |                  |   |  |             |                      |                      |   |  |       |       |       |  |
|  |                        |                        |                  |                      |   |                       |                  |                       |   |  |                  |                  |                  |   |  |             |                      |                      |   |  |       |       |       |  |
|  |                        |                        |                  |                      |   |                       |                  |                       |   |  |                  |                  |                  |   |  |             |                      |                      |   |  |       |       |       |  |
|  |                        |                        |                  |                      |   |                       |                  |                       |   |  |                  |                  |                  |   |  |             |                      |                      |   |  |       |       |       |  |
|  |                        |                        |                  |                      |   |                       |                  |                       |   |  |                  |                  |                  |   |  |             |                      |                      |   |  |       |       |       |  |
|  |                        |                        |                  |                      |   |                       |                  |                       |   |  |                  |                  |                  |   |  |             |                      |                      |   |  |       |       |       |  |
|  |                        |                        |                  |                      |   |                       |                  |                       |   |  |                  |                  |                  |   |  |             |                      |                      |   |  |       |       |       |  |
|  |                        |                        |                  |                      |   |                       |                  |                       |   |  |                  |                  |                  |   |  |             |                      |                      |   |  |       |       |       |  |
|  |                        |                        |                  |                      |   |                       |                  |                       |   |  |                  |                  |                  |   |  |             |                      |                      |   |  |       |       |       |  |
|  |                        |                        |                  |                      |   |                       |                  |                       |   |  |                  |                  |                  |   |  |             |                      |                      |   |  |       |       |       |  |
|  |                        |                        |                  |                      |   |                       |                  |                       |   |  |                  |                  | Deportes Caldas  | 0 |  |             |                      |                      |   |  |       |       |       |  |
|  |                        |                        |                  |                      |   |                       |                  |                       |   |  |                  |                  |                  | 0 |  |             |                      |                      |   |  |       |       |       |  |
|  |                        |                        | P15              | Boca Juniors de Cali | 6 |                       |                  |                       |   |  |                  |                  |                  |   |  |             |                      |                      |   |  |       |       |       |  |
|  | C. D. Los Millonarios  | C. D. Los Millonarios  | P15              | Boca Juniors de Cali | 6 | 9                     |                  |                       |   |  |                  |                  |                  |   |  |             |                      |                      |   |  |       |       |       |  |
|  | C. D. Los Millonarios  | C. D. Los Millonarios  |                  |                      |   |                       |                  |                       |   |  |                  |                  |                  |   |  |             |                      |                      |   |  |       |       |       |  |
|  | Deportivo Pereira      | Deportivo Pereira      | 4                |                      |   |                       |                  |                       |   |  |                  |                  |                  |   |  |             |                      |                      |   |  |       |       |       |  |
|  | Deportivo Pereira      | Deportivo Pereira      | 4                |                      |   | C. D. Los Millonarios | 5                |                       |   |  |                  |                  |                  |   |  |             |                      |                      |   |  |       |       |       |  |
|  |                        |                        |                  |                      |   |                       |                  |                       |   |  |                  |                  |                  |   |  |             |                      |                      |   |  |       |       |       |  |
|  |                        |                        | P11              | Atlético Nacional    | 1 |                       |                  |                       |   |  |                  |                  |                  |   |  |             |                      |                      |   |  |       |       |       |  |
|  |                        |                        | P11              | Atlético Nacional    | 1 |                       |                  |                       |   |  |                  |                  |                  |   |  |             |                      |                      |   |  |       |       |       |  |
|  |                        |                        |                  |                      |   |                       |                  |                       |   |  |                  |                  |                  |   |  |             |                      |                      |   |  |       |       |       |  |
|  |                        |                        |                  |                      |   |                       |                  |                       |   |  |                  |                  |                  |   |  |             |                      |                      |   |  |       |       |       |  |
|  |                        |                        |                  |                      |   |                       |                  | C. D. Los Millonarios | 8 |  |                  |                  |                  |   |  |             |                      |                      |   |  |       |       |       |  |
|  |                        |                        |                  |                      |   |                       |                  |                       | 8 |  |                  |                  |                  |   |  |             |                      |                      |   |  |       |       |       |  |
|  |                        |                        | P13              | Deportes Caldas      | 9 |                       |                  |                       |   |  |                  |                  |                  |   |  |             |                      |                      |   |  |       |       |       |  |
|  |                        |                        | P13              | Deportes Caldas      | 9 |                       |                  |                       |   |  |                  |                  |                  |   |  |             |                      |                      |   |  |       |       |       |  |
|  |                        |                        |                  |                      |   |                       |                  |                       |   |  |                  |                  |                  |   |  |             |                      |                      |   |  |       |       |       |  |
|  |                        |                        |                  |                      |   |                       |                  |                       |   |  |                  |                  |                  |   |  |             |                      |                      |   |  |       |       |       |  |
|  |                        |                        |                  |                      |   |                       |                  |                       |   |  |                  |                  |                  |   |  |             |                      |                      |   |  |       |       |       |  |
|  |                        |                        |                  |                      |   |                       |                  |                       |   |  |                  |                  |                  |   |  |             |                      |                      |   |  |       |       |       |  |
|  |                        |                        |                  |                      |   |                       |                  |                       |   |  |                  |                  |                  |   |  |             |                      |                      |   |  |       |       |       |  |
|  |                        |                        |                  |                      |   |                       |                  |                       |   |  |                  |                  |                  |   |  |             |                      |                      |   |  |       |       |       |  |
|  |                        |                        |                  |                      |   |                       |                  |                       |   |  |                  |                  |                  |   |  |             |                      |                      |   |  |       |       |       |  |
|  |                        |                        |                  |                      |   |                       |                  |                       |   |  |                  |                  |                  |   |  |             |                      |                      |   |  |       |       |       |  |
|  |                        |                        |                  |                      |   |                       |                  |                       |   |  |                  |                  |                  |   |  |             | Boca Juniors de Cali | Boca Juniors de Cali | 5 |  |       |       |       |  |
|  |                        |                        |                  |                      |   |                       |                  |                       |   |  |                  |                  |                  |   |  |             |                      |                      | 5 |  |       |       |       |  |
|  |                        |                        | Sporting Club    | Sporting Club        | 1 |                       |                  |                       |   |  |                  |                  |                  |   |  |             |                      |                      |   |  |       |       |       |  |
|  | Independiente Medellín | Independiente Medellín | Sporting Club    | Sporting Club        | 1 | 2                     |                  |                       |   |  |                  |                  |                  |   |  |             |                      |                      |   |  |       |       |       |  |
|  | Independiente Medellín | Independiente Medellín |                  |                      |   |                       |                  |                       |   |  |                  |                  |                  |   |  |             |                      |                      |   |  |       |       |       |  |
|  | Huracán F. C.          | Huracán F. C.          | 6                |                      |   |                       |                  |                       |   |  |                  |                  |                  |   |  |             |                      |                      |   |  |       |       |       |  |
|  | Huracán F. C.          | Huracán F. C.          | 6                |                      |   | Huracán F. C.         | 9                |                       |   |  |                  |                  |                  |   |  |             |                      |                      |   |  |       |       |       |  |
|  |                        |                        |                  |                      |   |                       |                  |                       |   |  |                  |                  |                  |   |  |             |                      |                      |   |  |       |       |       |  |
|  |                        |                        | P10              | Universidad Nacional | 0 |                       |                  |                       |   |  |                  |                  |                  |   |  |             |                      |                      |   |  |       |       |       |  |
|  |                        |                        | P10              | Universidad Nacional | 0 |                       |                  |                       |   |  |                  |                  |                  |   |  |             |                      |                      |   |  |       |       |       |  |
|  |                        |                        |                  |                      |   |                       |                  |                       |   |  |                  |                  |                  |   |  |             |                      |                      |   |  |       |       |       |  |
|  |                        |                        |                  |                      |   |                       |                  |                       |   |  |                  |                  |                  |   |  |             |                      |                      |   |  |       |       |       |  |
|  |                        |                        |                  |                      |   |                       |                  | Huracán F. C.         | 2 |  |                  |                  |                  |   |  |             |                      |                      |   |  |       |       |       |  |
|  |                        |                        |                  |                      |   |                       |                  |                       | 2 |  |                  |                  |                  |   |  |             |                      |                      |   |  |       |       |       |  |
|  |                        |                        | P14              | Junior               | 3 |                       |                  |                       |   |  |                  |                  |                  |   |  |             |                      |                      |   |  |       |       |       |  |
|  |                        |                        | P14              | Junior               | 3 |                       |                  |                       |   |  |                  |                  |                  |   |  |             |                      |                      |   |  |       |       |       |  |
|  |                        |                        |                  |                      |   |                       |                  |                       |   |  |                  |                  |                  |   |  |             |                      |                      |   |  |       |       |       |  |
|  |                        |                        |                  |                      |   |                       |                  |                       |   |  |                  |                  |                  |   |  |             |                      |                      |   |  |       |       |       |  |
|  |                        |                        |                  |                      |   |                       |                  |                       |   |  |                  |                  |                  |   |  |             |                      |                      |   |  |       |       |       |  |
|  |                        |                        |                  |                      |   |                       |                  |                       |   |  |                  |                  |                  |   |  |             |                      |                      |   |  |       |       |       |  |
|  |                        |                        |                  |                      |   |                       |                  |                       |   |  |                  |                  |                  |   |  |             |                      |                      |   |  |       |       |       |  |
|  |                        |                        |                  |                      |   |                       |                  |                       |   |  |                  |                  |                  |   |  |             |                      |                      |   |  |       |       |       |  |
|  |                        |                        |                  |                      |   |                       |                  |                       |   |  |                  |                  |                  |   |  |             |                      |                      |   |  |       |       |       |  |
|  |                        |                        |                  |                      |   |                       |                  |                       |   |  |                  |                  |                  |   |  |             |                      |                      |   |  |       |       |       |  |
|  |                        |                        |                  |                      |   |                       |                  |                       |   |  |                  | Junior           | Junior           | 4 |  |             |                      |                      |   |  |       |       |       |  |
|  |                        |                        |                  |                      |   |                       |                  |                       |   |  |                  |                  |                  | 4 |  |             |                      |                      |   |  |       |       |       |  |
|  |                        |                        | Sporting Club    | Sporting Club        | 5 |                       |                  |                       |   |  |                  |                  |                  |   |  |             |                      |                      |   |  |       |       |       |  |
|  | Deportivo Cali         | Deportivo Cali         | Sporting Club    | Sporting Club        | 5 | 3                     |                  |                       |   |  |                  |                  |                  |   |  |             |                      |                      |   |  |       |       |       |  |
|  | Deportivo Cali         | Deportivo Cali         |                  |                      |   |                       |                  |                       |   |  |                  |                  |                  |   |  |             |                      |                      |   |  |       |       |       |  |
|  | América de Cali        | América de Cali        | 2                |                      |   |                       |                  |                       |   |  |                  |                  |                  |   |  |             |                      |                      |   |  |       |       |       |  |
|  | América de Cali        | América de Cali        | 2                |                      |   | Deportivo Cali        | 5                |                       |   |  |                  |                  |                  |   |  |             |                      |                      |   |  |       |       |       |  |
|  |                        |                        |                  |                      |   |                       |                  |                       |   |  |                  |                  |                  |   |  |             |                      |                      |   |  |       |       |       |  |
|  |                        |                        | P12              | Once Deportivo       | 4 |                       |                  |                       |   |  |                  |                  |                  |   |  |             |                      |                      |   |  |       |       |       |  |
|  |                        |                        | P12              | Once Deportivo       | 4 |                       |                  |                       |   |  |                  |                  |                  |   |  |             |                      |                      |   |  |       |       |       |  |
|  |                        |                        |                  |                      |   |                       |                  |                       |   |  |                  |                  |                  |   |  |             |                      |                      |   |  |       |       |       |  |
|  |                        |                        |                  |                      |   |                       |                  |                       |   |  |                  |                  |                  |   |  |             |                      |                      |   |  |       |       |       |  |
|  |                        |                        |                  |                      |   |                       | Deportivo Cali   | Deportivo Cali        | 0 |  |                  |                  |                  |   |  |             |                      |                      |   |  |       |       |       |  |
|  |                        |                        |                  |                      |   |                       |                  |                       | 0 |  |                  |                  |                  |   |  |             |                      |                      |   |  |       |       |       |  |
|  |                        |                        | Sporting Club    | Sporting Club        | 3 |                       |                  |                       |   |  |                  |                  |                  |   |  |             |                      |                      |   |  |       |       |       |  |
|  | Atlético Bucaramanga   | Atlético Bucaramanga   | Sporting Club    | Sporting Club        | 3 | 4                     |                  |                       |   |  |                  |                  |                  |   |  |             |                      |                      |   |  |       |       |       |  |
|  | Atlético Bucaramanga   | Atlético Bucaramanga   |                  |                      |   |                       |                  |                       |   |  |                  |                  |                  |   |  |             |                      |                      |   |  |       |       |       |  |
|  | Cúcuta Deportivo       | Cúcuta Deportivo       | 3                |                      |   |                       |                  |                       |   |  |                  |                  |                  |   |  |             |                      |                      |   |  |       |       |       |  |
|  | Cúcuta Deportivo       | Cúcuta Deportivo       | 3                |                      |   | Atlético Bucaramanga  | 5                |                       |   |  |                  |                  |                  |   |  |             |                      |                      |   |  |       |       |       |  |
|  |                        |                        |                  |                      |   |                       |                  |                       |   |  |                  |                  |                  |   |  |             |                      |                      |   |  |       |       |       |  |
|  |                        |                        | P9               | Sporting Club        | 6 |                       |                  |                       |   |  |                  |                  |                  |   |  |             |                      |                      |   |  |       |       |       |  |
|  |                        |                        | P9               | Sporting Club        | 6 |                       |                  |                       |   |  |                  |                  |                  |   |  |             |                      |                      |   |  |       |       |       |  |
|  |                        |                        |                  |                      |   |                       |                  |                       |   |  |                  |                  |                  |   |  |             |                      |                      |   |  |       |       |       |  |
|  |                        |                        |                  |                      |   |                       |                  |                       |   |  |                  |                  |                  |   |  |             |                      |                      |   |  |       |       |       |  |
|  |                        |                        |                  |                      |   |                       |                  |                       |   |  |                  |                  |                  |   |  |             |                      |                      |   |  |       |       |       |  |
|  |                        |                        |                  |                      |   |                       |                  |                       |   |  |                  |                  |                  |   |  |             |                      |                      |   |  |       |       |       |  |

### Octavos de final
| 29 de octubre de 1950 | C. D. Los Millonarios | 7 - 2 | Deportivo Pereira | Estadio El Campín, Bogotá |  |

| 1 de noviembre de 1950 | Deportivo Pereira | 2 - 2 | C. D. Los Millonarios | Estadio Alberto Mora Mora, Pereira |  |

| 28 de octubre de 1950 | Independiente Medellín | 0 - 4 | Huracán F. C. | Hipódromo de San Fernando, Itagüí |  |

| 1 de noviembre de 1950 | Huracán F. C. | 2 - 2 | Independiente Medellín | Hipódromo de San Fernando, Itagüí |  |

| 29 de octubre de 1950 | Deportivo Cali     | 2 - 0 | América de Cali | Estadio Pascual Guerrero, Cali |  |
|                       | V. López F. Walter |       |                 |                                |  |

| 3 de noviembre de 1950 | América de Cali             | 2 - 1 | Deportivo Cali | Estadio Pascual Guerrero, Cali |  |
|                        | C. Gómez Sánchez L. Mendoza |       | C. Cervino     |                                |  |

| 29 de octubre de 1950 | Atlético Bucaramanga | 2 - 2 | Cúcuta Deportivo | Estadio Alfonso López, Bucaramanga |  |

| 1 de noviembre de 1950 | Cúcuta Deportivo | 1 - 2 | Atlético Bucaramanga | Estadio General Santander, Cúcuta |  |

### Cuartos de final
| 5 de noviembre de 1950 | C. D. Los Millonarios                                      | 4 - 0 | Atlético Nacional | Estadio El Campín, Bogotá  |                            |
|                        | Alfredo Di Stéfano 14' 63' 86' · Víctor Bruno Lattuada 37' |       |                   | Árbitro(s): Thomas Pounder | Árbitro(s): Thomas Pounder |

| 12 de noviembre de 1950 | Atlético Nacional   | 1 - 1 | C. D. Los Millonarios | Hipódromo de San Fernando, Itagüí |                            |
|                         | Humberto Álvarez ?' |       | Robert Flawell ?'     | Árbitro(s): Eduardo García        | Árbitro(s): Eduardo García |

| 12 de noviembre de 1950 | Huracán F. C. | 6 - 0 | Universidad Nacional | Hipódromo de San Fernando, Itagüí |  |

| 15 de noviembre de 1950 | Universidad Nacional | 0 - 3 (W. O.) | Huracán F. C. | Estadio Alfonso López Pumarejo, Bogotá |  |

| 5 de noviembre de 1950 | Deportivo Cali                 | 4 - 2 | Once Deportivo         | Estadio Pascual Guerrero, Cali |  |
|                        | C. Cervino V. López A. Vilariñ |       | L. Portanova O. Smoris |                                |  |

| 12 de noviembre de 1950 | Once Deportivo      | 2 - 1 | Deportivo Cali | Estadio Palogrande, Manizales |  |
|                         | J. Lecca J. Olivero |       | V. López       |                               |  |

| 5 de noviembre de 1950 | Atlético Bucaramanga | 5 - 2 | Sporting Club | Estadio Alfonso López, Bucaramanga |  |

| 12 de noviembre de 1950 | Sporting Club | 4 - 0 | Atlético Bucaramanga | Estadio Romelio Martínez, Barranquilla |  |

### Tercios de final
| 23 de noviembre de 1950 | C. D. Los Millonarios | 3 - 3 | Deportes Caldas | Estadio El Campín, Bogotá |  |

| 26 de noviembre de 1950 | Deportes Caldas | 3 - 3 | C. D. Los Millonarios | Estadio Palogrande, Manizales |  |

| 27 de noviembre de 1950 | Deportes Caldas | 3 - 2 | C. D. Los Millonarios | Estadio Palogrande, Manizales |  |

| 19 de noviembre de 1950 | Huracán F. C. | 2 - 1 | Junior | Hipódromo de San Fernando, Itagüí |  |

| 26 de noviembre de 1950 | Junior | 2 -0 | Huracán F. C. | Estadio Romelio Martínez, Barranquilla |  |

| 19 de noviembre de 1950 | Deportivo Cali | 0:1 | Sporting Club | Estadio Romelio Martínez, Barranquilla |  |
|                         |                |     | R. Deibe      |                                        |  |

| 23 de noviembre de 1950 | Sporting Club      | 2:0 | Deportivo Cali | Estadio Romelio Martínez, Barranquilla |  |
|                         | D. Benítez Cáceres |     |                |                                        |  |

### Semifinales
|  | Deportes Caldas | 0 - 3 (W. O.) | Boca Juniors de Cali | Estadio Palogrande, Manizales |  |

|  | Boca Juniors de Cali | 3 - 0 (W. O.) | Deportes Caldas | Estadio Pascual Guerrero, Cali |  |

| 3 de diciembre de 1950 | Junior | 1 - 2 | Sporting Club | Estadio Romelio Martínez, Barranquilla |  |

| 10 de diciembre de 1950 | Sporting Club | 3 - 3 | Junior | Estadio Romelio Martínez, Barranquilla |  |

### Final
| 4 de febrero de 1951 | Boca Juniors de Cali | 3 - 0 | Sporting Club | Estadio Pascual Guerrero, Cali |  |

| 11 de febrero de 1951                       | Sporting Club | 1 - 2 | Boca Juniors de Cali | Estadio Romelio Martínez, Barranquilla |  |
| Boca Juniors de Cali avanza a la Gran Final |               |       |                      |                                        |  |

## Gran final
| 18 de febrero de 1951 | Boca Juniors de Cali            | 4 - 2 | Santa Fe                         | Estadio Pascual Guerrero, Cali |                            |
|                       | Alejandrino Genés · Ángel Berni |       | Charles Mitten · 85' Héctor Rial | Árbitro(s): Bertie Hancock     | Árbitro(s): Bertie Hancock |

| 26 de febrero de 1951 | Santa Fe                                                                    | 4 - 3 | Boca Juniors de Cali                                                | Estadio El Campín, Bogotá |                           |  |
|                       | Mario Fernández 3' · René Pontoni 13' · José Arnaldo 70' · Germán Antón 84' |       | 8' Francisco Solano Patiño(en) · 20' Ángel Berni · 59' Atilio López | Árbitro(s): Pierre Fedell | Árbitro(s): Pierre Fedell |  |
|                       |                                                                             |       |                                                                     |                           |                           |  |

| Marcador global | Boca Juniors de Cali | 7 - 6 | Santa Fe |  |  |

|                                          |
| Bandera de Colombia                      |
| Campeón Boca Juniors de Cali 1.er título |

## Estadísticas generales
En esta tabla se suman todos los datos de partidos disputados en las rondas preliminares, de ganadores, de perdedores y las finales disputadas. La  clasificación, cuenta con un criterio de sumatoria el sistema de tres puntos por victoria y uno por empate expresado en la columna "Pts. x3".
| Pos. | Equipos                | PJ | PG | PE | PP | GF | GC | DG  | Pts. x3 |
| ---- | ---------------------- | -- | -- | -- | -- | -- | -- | --- | ------- |
| 1.   | Boca Juniors de Cali   | 14 | 9  | 2  | 3  | 34 | 19 | +15 | 29      |
| 2.   | Independiente Santa Fe | 10 | 7  | 1  | 2  | 40 | 25 | +15 | 22      |
| 3.   | Sporting               | 12 | 7  | 1  | 4  | 27 | 23 | +4  | 22      |
| 4.   | Junior                 | 10 | 5  | 2  | 3  | 22 | 23 | -1  | 17      |
| 5.   | Deportes Caldas        | 11 | 4  | 3  | 4  | 25 | 29 | -4  | 15      |
| 6.   | Huracán                | 8  | 4  | 1  | 3  | 21 | 11 | +10 | 13      |
| 7.   | Los Millonarios        | 9  | 3  | 4  | 2  | 24 | 18 | +6  | 13      |
| 8.   | Deportivo Cali         | 8  | 3  | 0  | 5  | 11 | 14 | -3  | 9       |
| 9.   | Atlético Bucaramanga   | 6  | 2  | 1  | 3  | 9  | 13 | -4  | 7       |
| 10.  | Once Deportivo         | 6  | 2  | 0  | 4  | 12 | 15 | -3  | 6       |
| 11.  | Cúcuta Deportivo       | 4  | 1  | 1  | 2  | 6  | 8  | -2  | 4       |
| 12.  | América de Cali        | 4  | 1  | 1  | 2  | 4  | 6  | -2  | 4       |
| 13.  | Atlético Nacional      | 6  | 1  | 1  | 4  | 10 | 15 | -5  | 4       |
| 14.  | Universidad Nacional   | 6  | 1  | 1  | 4  | 6  | 15 | -9  | 4       |
| 15.  | Independiente Medellín | 4  | 0  | 1  | 3  | 4  | 12 | -8  | 1       |
| 16.  | Deportivo Pereira      | 4  | 0  | 1  | 3  | 9  | 18 | -9  | 1       |